# Asteia montgomeryi
Asteia montgomeryi är en tvåvingeart som beskrevs av Hardy och Mercedes Delfinado 1980. Asteia montgomeryi ingår i släktet Asteia och familjen smalvingeflugor. Inga underarter finns listade i Catalogue of Life.